# Galepsus damaranus
Galepsus damaranus är en bönsyrseart som beskrevs av Giglio-tos 1911. Galepsus damaranus ingår i släktet Galepsus och familjen Tarachodidae.

## Underarter
Arten delas in i följande underarter:
- G. d. orientalis
- G. d. damaranus